# Good manufacturing practice
Good manufacturing practices (GMP) eller god fremstillingspraksis er en samling retningslinjer, der er påkrævet for at leve op til myndigheders forventninger der fører kontrol med føde- og drikkevarer, kosmetik, lægemidler, kosttilskud, og medicinsk udstyr.
Disse retningslinjer er et minimumskrav for producenter skal leve op til for at de kan sikre, at deres produkter har en konsistent, høj kvalitet fra batch til batch. Reglerne inden for forskellige industrier varierer meget, men hovedformålet med GMP er altid at forhindre, at slutbrugeren kommer til skade. Yderligere principper inkluderer at slutproduktet er fri for forurening og urenheder, at det bliver fremstillet på en konsistent måde, og at fremstillingsprocessen er veldokumenteret, at personalet er trænet korrekt og at produktets kvalitet er blevet kontrolleret til sidst. GMP bliver typisk sikret ved effektive brug af et kvalitetssystem (QMS).:"The Basis for GMP"; 
GMP bliver sammen med good agricultural practice, good laboratory practice og good clinical practice overvåget af myndigheder i Storbritannien, USA, Canada, Europa, Kina, Indien og andre lande.